# 林宗興
林宗興（1982年10月7日—），台湾創作歌手，高雄市人。
『超級偶像』選秀歌手蛻變成創作歌手  各界主題曲指定演唱人
擅長MATEL、ROCK、POP曲風
極俱爆發力唱腔在每場LIVE演出深穫好評
經歷:
公視台語台 網路節目 里長是Angel 主持人
公視台語台 話山話水話玲瓏 助理主持（二度入圍金鐘獎） 
三立、民視、大愛 戲劇主題曲、插曲 創作/演唱人
三立電視”超級偶像”第一屆季軍
江蘇衛視”海峽兩岸歌會”第一屆季軍
YAMAHA熱門音樂大賽南區最佳主唱
2008中華職棒主題曲演唱人
2007高雄市反毒歌曲代言主唱人

## 音樂作品

### 單曲
- 《霹靂布袋戲霹靂謎城之九輪異譜主題曲》數位
  - 曲目：
叱吒風雲 
作詞：荒山亮、林宗興/作曲：林宗興/編曲：小林玉置
- 《中華職棒聯盟主題曲》 EP
  - 曲目：
02.It's Show Time(16年明星賽主題曲)
05.非我莫屬（與高瑞欣合唱）(19年聯盟主題曲)
- 超級偶像 10強首唱《Dreams come true/美夢成真》 經典EP 
  - 曲目：
02.track04: 男人KTV
- 中國婦女發展基金會公益《轉動幸福 轉動愛》EP
  - 曲目：
01.轉動幸福 轉動愛(中國婦女發展基金會-母親健康快車主題曲) (與朱俐靜、糖糖樂團合唱)
02.一通電話讓你 轉動幸福 轉動愛(母親健康快車)
- 2013年《心願 (大愛劇場)片頭曲》志願的力量
- 2014年1月1日單曲 《九天》
- 2014年2月1日單曲 《煙草香》
- 2014年3月1日單曲 《我寫的歌》
- 2014年4月1日單曲 《Dickies' life (with 熱美式樂團)》
- 2014年5月1日單曲 《咖啡女孩》
- 2014年6月1日單曲 《灰色地帶》
- 2018年陳其邁高雄市長競選歌曲《咱上愛的所在》

### 專輯
- 《出社會》（2018年12月28日）

1. 出社會
2. 順風車
3. 上厲害
4. 如果若是
5. 怎樣妳
6. 一首青春
7. 妳的花洋裝
8. 一個人 公路
9. 金水
10. Better World feat. 荒山亮、KIM (邱廉欽),、吳亦偉

- 《煙草香》（2015年7月8日）

1. 誰說我不愛你
2. 煙草香
3. 算啥貨
4. 蒼蠅亂亂飛
5. 咖啡女孩
6. Free World
7. 我寫的歌
8. 灰色地帶
9. 九天
10. 叱吒風雲

- 《衝吧！夢想超人英雄》（2011年12月1日）

1. 衝吧! 夢想超人英雄
2. 想起昔當時
3. 熱血Vespa
4. It's show time
5. Simple mind super life
6. 亂
7. Forever
8. 糾纏
9. 夜 ya
10. 牡丹紅了
11. 夜幕
12. 唐韻

### EP
- 2010年6月1日  《首張全創作同名EP》

- - 曲目：

1. 夜幕
2. 唐韻
3. 牡丹紅了
4. 唐韻(kala)

## 外部連結
- [https://www.facebook.com/profile.php?id=100044480408116}}
- [https://www.instagram.com/andygolden1007/?fbclid=IwAR0W66gbt31d521eKVfnBdPSZ-00oCPdatzlVII4WGO2hVTewpiUZ2AJgsA}}